# Scrophularia bicolor
Scrophularia bicolor là một loài thực vật có hoa trong họ Huyền sâm. Loài này được Smith miêu tả khoa học đầu tiên.